# Абади, Генри Ричард
Его Превосходительство Генри Ричард Абади (англ. Henry Richard Abadie; 25 марта 1841 — 9 мая 1915) — британский военный и государственный деятель, генерал-майор, лейтенант-губернатор о. Джерси (1900—1904).

## Биография
В 1858 году вступил на службу в британскую армию. Принимал участие в Англо-эфиопской войне, сражался в битве при Мэкдэле.
В 1872 году получил чин капитана. Участник Битвы под Кандагаром (1880) в ходе Второй англо-афганской войны.
С 1894 по 1897 год командовал 9-м Её Величества Королевским Уланский полком в Кентербери.
С 1899 по 1900 год — командующий Восточным военным округом, был произведён в генерал-майоры и награждён орденом Бани.
В 1900—1904 годах — лейтенант-губернатор о. Джерси.